# Jean Lécuyer
Jean Joseph Pierre Lécuyer (* 20. April 1876 in Boulogne-sur-Mer; Todesdatum unbekannt) war ein französischer Hürdenläufer, der sich auf die 110-Meter-Distanz spezialisiert hatte.
Bei den  Olympischen Spielen 1900 in Paris wurde er Vierter.
1897, 1900 und 1901 wurde er Französischer Meister. Seine persönliche Bestzeit von 16,0 s stellte er 1900 auf.